# Ampelopsis vitifolia
Ampelopsis vitifolia là một loài thực vật hai lá mầm trong họ Nho. Loài này được (Boiss.) Planch. miêu tả khoa học đầu tiên năm 1887.